# Raúl Albiol
Raúl Albiol Tortajada (* 4. září 1985 Vilamarxant) je španělský profesionální fotbalista, který hraje na pozici středního obránce za španělský klub Villarreal CF. Mezi lety 2007 a 2021 odehrál také 58 zápasů v dresu španělské reprezentace.

## Klubová kariéra
Jeho debut v týmu Valencie proběhl 24. září 2003 v prvním kole poháru UEFA proti AIK Stockholm, ale přesto první roky strávil většinu času spíše v B-týmu.
V srpnu 2004 byl Albiol na cestě podepsat dohodu o přestupu do týmu Getafe CF, ale před začátkem sezóny se stal účastníkem vážné dopravní nehody a skončil na intenzivní péči. I přes vážná zranění za půl roku znovu naskočil do týmu Valencie a svými výkony se konečně probojoval do základní sestavy.
V červenci 2013 přestoupil z Realu Madrid do italského klubu SSC Neapol. Podepsal smlouvu na 4 roky. S Neapolí nepostoupil ze základní skupiny F do vyřazovacích bojů Ligy mistrů 2013/14, italský tým v ní obsadil třetí místo, přestože měl stejný počet bodů (12) jako první Borussia Dortmund a druhý Arsenal FC. V sezóně 2013/14 vyhrál s SSC Neapol italský pohár Coppa Italia, ve finále SSC porazil Fiorentinu 3:1.
V červenci 2019 zamířil do Villarrealu za částku čtyři miliony eur.

## Reprezentační kariéra
V A-mužstvu Španělska přezdívaném La Furia Roja debutoval 13. 10. 2007 v Aarhusu v kvalifikačním zápase proti domácímu týmu Dánska (výhra 3:1).
Se španělskou reprezentací vyhrál dvakrát Mistrovství Evropy (EURO 2008 a 2012) a jednou Mistrovství světa (2010).
Trenér Vicente del Bosque jej vzal na Mistrovství světa 2014 v Brazílii, kde Španělé jakožto obhájci titulu vypadli po dvou porážkách a jedné výhře již v základní skupině B.

## Osobní život
Albiolův otec Miguel byl slavný hráč v malém španělském klubu Benidorm CF.

## Úspěchy

### Klubové
Valencia
- 1× vítěz Copa del Rey (2007/08)

Real Madrid
- 1× vítěz Copa del Rey (2010/11)
- 1× vítěz Primera División (2011/12)

SSC Neapol
- 1× vítěz Coppa Italia (2013/14)[3]
- 1× vítěz Supercoppa italiana (2014)[7]

### Reprezentační
- 1× zlato z EURA U19 (2004)
- 1× zlato z MS (2010)
- 2× zlato z EURA (2008, 2012)

### Individuální
- Sestava sezóny Evropské ligy UEFA – 2020/21[8]